# David Rosenberg
Pour les articles homonymes, voir Rosenberg.
David Rosenberg, né en 1965, est un commissaire d'exposition et auteur français, spécialiste en art moderne et contemporain.

## Biographie
David Rosenberg naît en 1965.
De 2004 à 2012, il enseigne au département Art & Esthétique à l'université Paris VIII,.

## Expositions et événements (sélection)
- Mattotti / Infini[3]. Fonds Hélène & Édouard Leclerc pour la Culture, aux Capucins, Landerneau, en collaboration avec Lucas Hureau. Décembre 2015.

## Ouvrages et catalogues (sélection)
- Mattotti / Infini, éd. FHEL, Landerneau, 2015  (ISBN 9782954615554)
- Metamorphosis of the virtual, éd. K11, Shanghai, 2014
- Les Nouveaux horizons du design, éd. Assouline, Paris, 2012
- Yang Yongliang, Thircuir éd., Pékin, 2011  (ISBN 9881992443)
- Pascal Haudressy, éd. Skira, Milan, 2011  (ISBN 9788857210414)
- Les Nouveaux horizons de l’art, éd. Assouline, Paris, 2011
- Kata Legrady, Bombs and Candies, éd. Skira, Milan, 2011  (ISBN 9788857208602)
- Contemplation / Contestation, Une collection d’art contemporain chinois, éd. du Trocadéro, Paris, 2010 (cat.)
- (en + ru) Philippe Pasqua, "Paradise", Paris, Édition Skira, 2010
- Philippe Pasqua, "Palimpseste", 2010
- Art Game Book, Histoire des Arts du 20e siècle, éd. revue et augmentée, Assouline, Paris, 2010  (ISBN 9782759405718)
- Collection Sylvio Perlstein, éd. Ludion, Gand, 2006
- Christofle, éd. Assouline, Paris, 2005  (ISBN 9782843236563)
- Louvre Game Book, éd. Assouline, Paris, 2005  (ISBN 2843237327)
- Wake Up, Damien Dufresne, éd. Assouline, Paris, 2004  (ISBN 2843235847)
- Chen Zhen, Invocation of Washing Fire, éd. Gli Ori, Siena-Prato, Italie, 2003. Sous la direction de David Rosenberg et Xu Min. Textes de : Daniel Buren, Chen Bo, Chen Jia-Lun, Jian Chen Bristol, Chen Zhu, Adelina Cuberyan von Fürstenberg, Lorenzo Fiaschi, Hou Hanru, France Morin, Jérôme Sans, Harald Szeemann, Tan Dun, Xu Man-Yin.  (ISBN 9788873360780)
- Art Game Book, Histoire des Arts du XXe siècle, éd. Assouline, Paris, 2003  (ISBN 9782843235313)
- Manoli, l’élan, la rencontre, monographie, éd. Somogy, Paris, 2003  (ISBN 2850566098)
- Rozsda, l’œil en fête, éd. Somogy, Paris, 2002. Sous la direction de David Rosenberg. Textes de : Sarane Alexandrian, Dominique Desanti, Péter Esterhazy, Françoise Gilot, Édouard Jaguer, Érik Orsenna, André Breton et Joyce Mansour.  (ISBN 9782850565717)
- Endre Rozsda, l’œuvre graphique, éd. du musée des Beaux-Arts de Budapest, 2001. Sous la direction de David Rosenberg. Textes de : Sarane Alexandrian, Péter Esterhazy, François Fejtö, Françoise Gilot et Gabor Pataki (cat. bilingue hongrois / français).
- Endre Rozsda, éd. du Mucsarnok, Budapest, 1998. Sous la direction de David Rosenberg. Textes de : Érik Orsenna, Dr Krisztina Passuth, entretien avec Endre Rozsda, D. R. (cat. bilingue hongrois / français).

### Contributions et ouvrages collectifs
- Prières, catalogue, éd. musée d’art et d’histoire, Saint-Denis et Somogy, Paris, 2002
- Eduardo Kac • Move 36, Filigranes Éditions, Paris, 2004 (édité par Elena Giuia Rosi, contributions et textes de : Elena Giuia Rosi, David Rosenberg, Frank Popper, Didier Ottinger, Linda Weintraub, Hugues Marchal)  (ISBN 9782350460123)
- Destination Luang Prabang, éd. Somogy, Paris, 2006  (ISBN 9782757200551)
- Philippe Jusforgues, Galerie 1900-2000, Paris, 2006
- Snaked trip & co, vers la ligne rose, Sylvain Paris, éd. La Cinquième Couche, Bruxelles, 2007
- Wang Du, Transréalité, Kestnergesellschaft, Hanovre, 2007
- Elsa Sahal, Fondation Ricard, éd. Particules, 2008
- Philippe Pasqua, Paradise, éd. Skira, Milan, 2010  (ISBN 9788857204666)
- La Maison Rouge 2004-2009, Paris, 2010
- Kata Legrady, Guns & Masks, Paris, 2011
- A History of Contemporary Chinese Photography, éd. Gal. Paris-Beijing, Paris, 2012  (ISBN 9791090176157)
- Lorenzo Fernandez, éd. Gal. Taménaga, Paris, 2012
- Kata Legrady, Mudima, éd. Skira, Milan, 2013  (ISBN 9788857219653)
- Miguel Chevalier, Power Pixels, CDA Enghien, Écritures Numériques, 2013
- André Brasilier, éd. Skira, Milan, 2014  (ISBN 9788857223964)
- Kata Legrady : Once upon a time…, éd. Skira, Milan, 2014  (ISBN 9788857219646)
- Nicolas de Crécy, MEL Publisher, Paris, 2016
- Thinking Outside the Box / Andrei Proletski, Ed. Museum Haus Konstruktiv, Zurich, 2016
- Boris Lurie, Ed. Galerie Odile Ouizemann & Boris Lurie art Fondation, Paris, 2016